# Соколово (Добричская область)
Соколово (болг. Соколово) — село в Болгарии. Находится в Добричской области, входит в общину Балчик. Население составляет 994 человека.

## Политическая ситуация
В местном кметстве Соколово, в состав которого входит Соколово, должность кмета (старосты) исполняет Минко Маринов Попов (Граждане за европейское развитие Болгарии (ГЕРБ)) по результатам выборов правления кметства.
Кмет (мэр) общины Балчик — Николай Добрев Ангелов (независимый) по результатам выборов в правление общины.